# Velbloud jednohrbý
Velbloud jednohrbý (Camelus dromedarius), označovaný často jako dromedár nebo dromedář, je velký savec z čeledi velbloudovitých (Camelidae), který je v přírodě už vyhuben a žije jen ve zdomácnělé formě. Zde slouží k přenášení těžkých nákladů nebo jako dopravní prostředek.

## Rozšíření
Před zdomácňováním, které začalo už asi 4000 let před naším letopočtem, žil dromedár zřejmě v severní Africe a Arábii. Dnes je dromedár významné hospodářské zvíře a chová se na původním území výskytu, v Přední a Malé Asii až po Indii. Divoce se dnes vyskytuje pouze v Austrálii, kde byli dromedáři uměle vysazeni lidmi.
Jeho přirozeným biotopem byly polopouště a suché stepi, pouště a planiny.

## Popis
Velbloud jednohrbý je velké zvíře s dlouhýma nohama dlouhé 2,2 až 3,4 m a vážící 450–550 kg. Má krémově světle hnědou hrubou srst nejdelší na temeni, krku, hrdle a hrbu a ocas měřící 50 cm. Na očích má dvouvrstvé řasy, které ho ochraňují před vniknutím písku do očí.
Typickým znakem dromedára je jeden hrb na hřbetě, který pohlcuje teplo a chrání tak zvíře před sluncem. Kromě toho obsahuje zásobní tuk, jehož odbouráváním se uvolňuje energie a voda.

## Ekologie
K životu v horkém, suchém podnebí je velbloud vybaven různými adaptacemi. Nejnápadnější z nich je schopnost přečkat dlouhé období bez pití, která souvisí se schopností vázat v organismu vodu. Velbloud ovšem nezadržuje vodu v hrbu (jak si dříve lidé mysleli), ale ve výstelce žaludku. Ledviny jsou schopné koncentrovat moč a snižovat tak ztrátu vody. Další vlhkost je absorbována z trusu. Kromě toho klesá velbloudům v noci tělesná teplota a během dne zvolna stoupá, takže se zvířata nemusejí potit, aby se ochladila.
Během dlouhého období bez vody může velbloud jednohrbý ztratit až 27 % tělesné hmotnosti bez vážných následků. Tuto ztrátu dokáže rychle vyrovnat během asi 10 minut tím, že vypije velké množství vody.
Velbloudi jednohrbí se živí trávou a dalšími dostupnými rostlinami (dokonce i trnitými), nebo ožírají kosti a vyschlé zdechliny. Dokáží žít v oblastech s řídkým, tuhým porostem. Žijí v malých stádech tvořených z několika samic, mláďat a jednoho samce, který stádo ochraňuje pliváním a kousáním.

### Rozmnožování

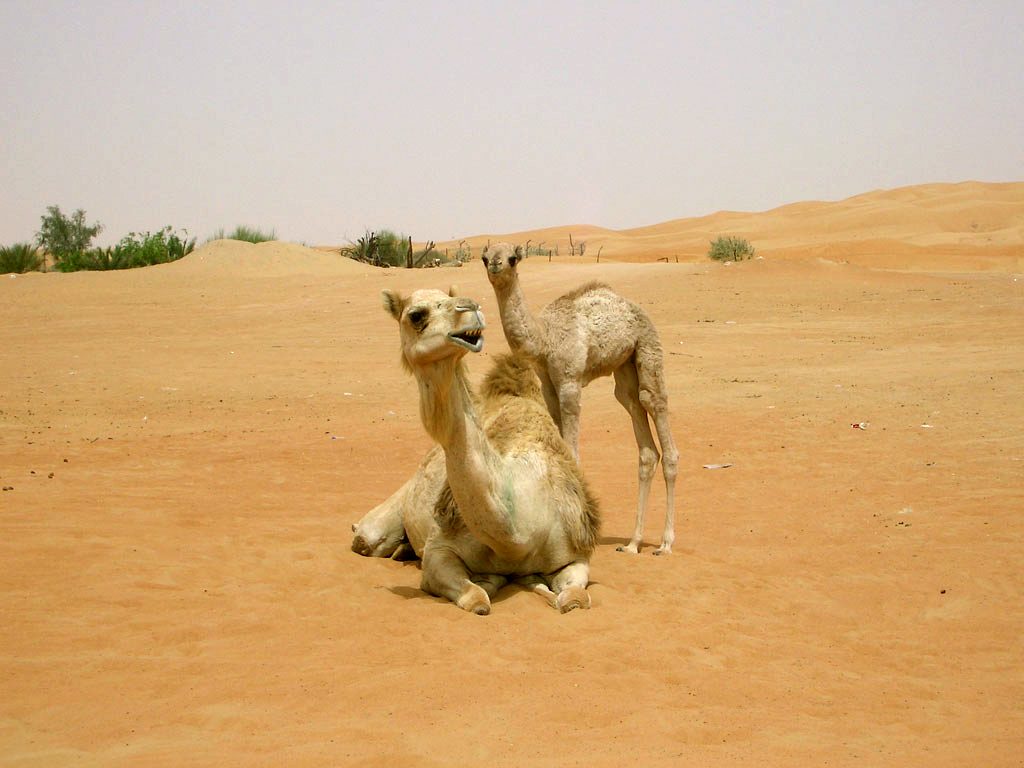
Samice s mládětem

Rozmnožování dromedárů se odehrává jen jednou ročně – v období, kdy je dostatek potravy. Jelikož jsou ale samci dosti agresivní, není velkou výjimkou úmrtí protivníka na četná pokousání. Velbloudovití se páří vleže. Jeden samec vystačí obvykle na 8 až 10 samic a páření může trvat 10 až 20 minut. Přitom vydává samec velice hlasitý řev.[zdroj⁠?!]
Po 365 až 440 dnech březosti se samice oddělí od stáda a rodí vstoje jediné mládě. Jakmile je schopné pohybu, což je asi za den, připojí se i s matkou ke stádu. Ačkoli mládě saje téměř rok, záhy po narození oždibuje rostliny a ve 2 měsících se jimi pravidelně přikrmuje. Samice je s mládětem v kontaktu pomocí hlasových projevů a ztracené mládě se ozývá naříkavým voláním. Samci dospívají ve věku 4 až 5 let, samice již ve 3 až 4 letech.